# Romans (Ain)
Romans egy település Franciaországban, Ain megyében. Lakosainak száma 628 fő (2022. január 1.). Romans La Chapelle-du-Châtelard, Châtillon-sur-Chalaronne, Condeissiat, Neuville-les-Dames, Saint-André-le-Bouchoux, Saint-Georges-sur-Renon és Sandrans községekkel határos.

## Népesség
A település népessége az elmúlt években az alábbi módon változott:
| Lakosok száma | 367  | 351  | 480  | 571  | 602  | 597  | 590  | 597  | 606  | 628  |
|               | 1968 | 1982 | 1990 | 2006 | 2013 | 2015 | 2017 | 2019 | 2020 | 2022 |